# National Association of Underwater Instructors
Die National Association of Underwater Instructors, kurz NAUI, ist einer der ältesten Tauchverbände der Welt. Ihr Ziel ist es, das Sporttauchen durch Ausbildung sicher zu machen und Standards in der Tauchindustrie zu schaffen.

## Geschichte
In den 1950er Jahren, als das Tauchen an der amerikanischen Westküste immer populärer wurde, war Albert Tillman als Direktor der Los Angeles County Parks and Recreation (Parks und Erholungsgebiete im Los Angeles County) tätig. Dabei bemerke er, dass sich immer mehr Taucher – ohne jedes Wissen – in lebensgefährliche Situationen brachten, weshalb er ein staatlich gefördertes Ausbildungs- und Zertifizierungssystem für Apnoe- und Gerätetaucher aufbaute. 1955 wurde der erste Tauchlehrer-Kurs abgehalten, um die Ausbildung von zivilen Tauchern über das Los Angeles County hinaus zu etablieren. Dadurch entstand eine der ersten zivilen Tauchorganisationen, die als Los Angeles County Certification bekannt wurde. Nach ihrem Beispiel wurden kurz danach, in den USA, die Tauchprogramme des Roten Kreuzes, des YMCA und andere aufgebaut.
Jim Auxie und Chuck Blakeslee publizierten ab 1950 eine Tauchzeitschrift mit dem Namen Skin Diver Magazine. 1951 stieß Neal Hess zur Redaktion und verfasste regelmäßig Inhalte zur Tauchausbildung, unter anderem eine Kolumne mit dem Titel National Diving Patrol, in der die Namen von neu brevetierten Tauchlehrern veröffentlicht wurden.
1960 wollten Neal Hess, Jim Auxie und Chuck Blakeslee einen Instruktoren-Kurs veranstalten. Dafür traten sie schon 1959 in Kontakt mit Albert Tillman und John C. Jones, der das damalige Taucherprogramm des Roten Kreuzes führte. Noch im selben Jahr wurde die National Diving Patrol in National Association of Underwater Instructors (NAUI) umbenannt und die NAUI durch Albert Tillman, John C. Jones, Neal Hess, Garry Howland (von der US Air Force), Jim Auxier und James Cahill aus der Taufe gehoben. Im August 1960 wurden die ersten 72 Tauchlehrer von der NAUI in Houston, Texas ausgebildet und zertifiziert. Der erste aus den Gründungsmitgliedern bestehende Vorstand, dem Tillman als Präsident vorstand, wurde durch ein Beratergremium bestehend aus Albert Behnke, George F. Bond Bond, Jacques-Yves Cousteau und Andy Rechnitzer fachlich beraten.
Der Schauspieler und aktive Taucher Lloyd Bridges war der erste ehrenamtliche Tauchlehrer des NAUI und trug in Zusammenarbeit mit Zale Parry und Albert Tillman, in den 1960er-Jahren, maßgeblich durch Filme und Publikationen zur Popularisierung des Sporttauchens im allgemein und der auf die Sicherheit bedachten Tauchausbildung bei. Bridges kombinierte Hobby und Beruf, indem er in Fernsehserien und Filmen mitspielte, in denen das Tauchen eine zentrale Rolle spielte, Tauchvorführungen gab und daneben Lehrmittel, Fachbücher und Filme für die Tauchausbildung erstellte.
Die 1960er- und 1970er-Jahre waren durch ein starkes Wachstum des NAUI geprägt. 1969 wurde die erste International Conference on Underwater Education (internationale Tagung für Unterwasserausbildung, kurz ICUE, später IQ) durch NAUI in Santa Ana ausgerichtet. Die IQ-Tagung ist bis heute einer der bedeutendsten Plattformen für die Tauchausbildung und Tauchsicherheit. In den 1970er-Jahren entstanden diverse Außenstellen außerhalb der USA, so auch die NAUI Europe. 1979 wurde die Brevetierung des 5000. Tauchlehrers gefeiert.
1981 wurde der Hauptsitz nach Montclair in Kalifornien verlegt. Im Jahre 1992 war NAUI die weltweit erste Tauchorganisation, die für Sporttaucher eine Nitrox-Ausbildung in ihr Angebot aufnahm. 1995 wurde die NAUI Worldwide als Dachorganisation und zentrale Zertifizierungsstelle für die nationalen oder regionalen NAUI-Verbänden ins Leben gerufen. 1997 veröffentlichte die NAUI Minimalforderungen für eine Vereinheitlichung der Tauchausbildungen unterschiedlicher Tauchorganisationen. Diese Minimalforderungen führten später zu den heute von den meisten Tauchorganisationen anerkannten Normen ISO 24801 und ISO 24802. Im gleichen Jahr wurde auch eine Ausbildungsprogramm für technisches Taucher vorgestellt und das Hauptquartier nach Riverview bei Tampa in Florida verlegt.

## Tauchausbildungen für Sporttaucher

### Skin Diver
- Der Taucher soll in diesem Kurs das Apnoetauchen erlernen.
- Mindestalter: 12 Jahre.[4]

### Try Scuba
- Dies ist kein Tauchkurs, sondern eine Möglichkeit für interessierte Laien, in den Tauchsport hineinzuschnuppern. (Schnuppertauchen)
- Beinhaltet zwei geführte Tauchgänge im Schwimmbecken oder begrenztem Freiwasser.
- Entspricht der Norm ISO 11121.[5][6]
- Mindestalter: 10 Jahre.[7]

### Passport Diver
- Dies ist kein Tauchkurs, sondern eine Möglichkeit für Teilnehmer, welche im NAUI Try Scuba-Programm min. zwei Freiwassertauchgänge absolviert haben, weitere Schnuppertauchgänge zu machen, ohne dem Schwimmbecken-Tauchgang wiederholen zu müssen.[7]
- Mindestalter: 10 Jahre.

### Scuba Diver
- Der Kurs ist eine Grundtauchausbildung, in der Tauchschüler das Gerätetauchen im Freiwasser erlernen soll.
- Entspricht der Norm ISO 24801-2[5][8] (Autonomous Diver)[4]:

### Experienced Scuba Diver
- Diese Ausbildung erlaubt es Tauchern, die bei einer anderen Tauchorganisation zertifiziert sind, ins NAUI-Ausbildungssystem zu wechseln.
- Mindestalter: 15 Jahre
- Voraussetzung ist eine beliebige Tauchausbildung und mindestens 25 geloggte Tauchgänge.[4]

### Advanced Scuba Diver
- Dieser Kurs ist ein Fortgeschrittenenkurs.
- Der Kurs beinhaltet mindestens sechs Tauchgänge im Freiwasser.
  - Drei Tauchgänge beinhalten Übungen zur Unterwassernavigation, Nachttauchen und Tieftauchen auf max. 40 Meter.
  - Für drei Tauchgänge kann der Tauchschüler aus 14 Spezialausbildungen wählen.
- Mindestalter: 12 Jahre
- Voraussetzung ist eine abgeschlossene Grundtauchausbildung nach ISO 24801-2.

### Master Scuba Diver
- Diese Ausbildung soll das taucherische Können und Wissen auf das Niveau eines Tauchlehrers anheben.
- Der Kurs beinhaltet mindestens acht Tauchgänge im Freiwasser.
  - Fünf Tauchgänge beinhalten Übungen zur Rettung, Dekompressionstauchgang, eingeschränkte Sichtweite, Unterwassernavigation sowie Suchen und Bergen.
  - Für drei Tauchgänge kann der Tauchschüler beliebige NAUI-Spezialausbildungen auswählen.
- Mindestalter: 15 Jahre
- Eine NAUI Advanced Scuba Diver oder eine vergleichbare Brevetierung und eine eigene Tauchausrüstung sind Voraussetzung.[4]

### Spezialkurse
NAUI hat zahlreiche Spezialkurse im Angebot:
- Advanced Skindiver (fortgeschrittener Apnoetaucher)
- Blackwater Rescue (Rettung aus Schwarzwasserflüssen)
- Boat Diver (Boottaucher)
- Computer Assisted Diving (tauchen mit Tauchcomputer)
- Deep diver (Tieftauchen)
- Diving Accident Assessment (Rettung und Erste Hilfe)
- Dry suit diver (Trockentauchen)
- Enriched Air Nitrox (Sauerstoff-angereicherte Atemluft/Nitrox, entspricht der Norm: ISO 11107[5][11])
- Equipment Repair & Maintenance (Ausrüstungs- und Reparaturspezialist)
- Fish Identification (Fischbestimmung)
- Helicopter Emergency Extraction Device (Rettung per Rettungshelikopter)
- High Altitude Diver (Bergseetauchen)
- Industrial Orientation (Berufstaucher)
- Marine Naturalist (Meeresbiologie)
- Oxygen Administration (Sauerstoffoperator)
- Public Safety Diver (Sicherungstaucher)
- River Diver (Strömungstauchen)
- Scuba rescue diver (Rettungstaucher)
- Search and Recovery Diver (Suchen und Bergen)
- Shark Ecology (Haiökologie)
- Stingray Experience (Stage-Flaschen)
- Training Assistant (Tauchlehrer Assistent)
- Underwater Archeologist (Unterwasserarchäologie)
- Underwater Ecologist (Biologie und Ökologie)
- Underwater Environment (Meereskunde, Geologie, Biologie, und Ökologie)
- Underwater Hunter and Collector (Speerfischen)
- Underwater Modeling (Unterwasserkartierung)
- Underwater Photographer (Unterwasserfotografie)
- Wreck Diver (External Survey, Wracktauchen außerhalb des Wracks)

## Ausbildungen für professionelles Tauchen

### Assistant Instructor
- Die Ausbildung zum Assistant Instructor (AI) vermittelt das didaktische Wissen, um unter der Aufsicht eines Tauchlehrers Anfänger und fortgeschrittene Taucher auszubilden.
- entspricht der Norm ISO 24802-1[5][12]

- Mindestalter: 18 Jahre
- Voraussetzung sind mindestens 20 geloggte Tauchgänge sowie ein NAUI Master Scuba Diver- und NAUI Scuba Rescue Diver-Brevet oder Äquivalent.[13]

### Divemaster
- Die Ausbildung zum Divemaster (DM) soll einem Taucher das Können und Wissen vermitteln, um als Tauch-Guide eine Gruppe sicher zu führen. Ein NAUI Divemaster sollte auch fähig sein einen Tauchlehrer bei der Ausbildung zu unterstützen.
- Neben der Gruppenführung vermittelt der Kurs das ganze Wissen über den Tauchsport das in den der darauf aufbauenden Tauchlehrerausbildungen enthalten ist. Ausgenommen sind natürlich die in der Tauchlehrerausbildung enthalten didaktischen Themen.
- entspricht weitgehend der Norm ISO 24801-3[5][14] (Dive Leader)
- Mindestalter: 18 Jahre
- Voraussetzung sind mindestens 25 geloggte Tauchgänge sowie ein NAUI Master Scuba Diver- und ein NAUI Scuba Rescue Diver-Brevet oder Äquivalent.[13]

### Instructor
- Der NAUI Instructor Training Course (ITC) vermittelt dem Tauchlehrer-Kandidat die Fähigkeiten, um Tauchschüler zu unterrichten und Prüfungen abzunehmen.
- Der NAUI Instructor Crossover Course (ICC) ermöglicht es, Tauchlehrern von anderen Tauchorganisationen als NAUI Instructor zertifiziert zu werden.
- entspricht der Norm ISO 24802-2[5][15]
- Voraussetzung für den ITC ist eine Zertifizierung als NAUI Assistant Instructor oder NAUI Divemaster, die nicht älter als ein Jahr ist, sowie mindestens 50 geloggte Tauchgänge.
- Voraussetzung für den ICC ist eine Zertifizierung nach ISO 24802-2, mindestens 80 Stunden Erfahrung als Tauchlehrer und mindestens 50 geloggte Tauchgänge.[16]

### Instructor Trainer
- Die Brevetierung zum Instructor Trainer (IT) berechtigt zur Abnahme von Tauchlehrer-Examen unter der Aufsicht eines NAUI Examiner und kann nur von einem NAUI Examiner beantragt und vom NAUI Worldwide Training Department vergeben werden.
- Das nötige Wissen erlernt der ein Instructor Trainer-Kandidat an einem sogenannten NAUI Instructor Trainer Workshop (TIW), der von einem NAUI Course Director geleitet wird.
- Voraussetzung ist ein NAUI Staff Instructor-Brevet.[17]

### Course Director / Course Director Trainer
- Course Director und Course Director Trainer ist die höchste Brevetierung von NAUI. Sie berechtigt zur Zertifizierung von Tauchlehrern bzw. Kursprogrammen. Es gibt nur wenige Inhaber dieses Brevets weltweit.
- Diese Brevetierung wird durch das NAUI Worldwide Training Department vergeben.

## Technische Tauchausbildungen
Neben den Ausbildungen für Sporttaucher, die immer die Grundlage bilden, bietet NAUI auch Kurse für Technisches Tauchen an. Das Angebot umfasst die folgenden Kurse:
- Cave Diver, Levels I (Höhlentauchen in der Zone 2)
- Cave Diver, Levels II (Höhlentauchen in der Zone 3)
- Cave Guide (auch Technical Support Leader, Höhlentauch-Guide)
- Cavern Diver (Höhlentauchen in der Zone 1)
- CCR Mixed Gas Diver (Kreislaufgerät mit dem Atemgasgemisch Trimix)
- Closed Circuit Rebreather Diver (Kreislaufgerät mit geschlossenem Kreislauf)
- Diver Propulsion Vehicle Diver (DPV, Tauchscooter)
- DPV Extreme Exposure Diver  (Tauchscooter unter erschwerten Bedingungen)
- Extreme Exposure Diver (Tauchen mit geeigneten Atemgasgemischen unter 61 Meter Tauchtiefe)
- Extreme Exposure CCR Mixed Gas Diver (Kreislaufgerät mit dem Atemgasgemisch Trimix unter 61 Meter Tauchtiefe)
- Helitrox Diver (tauchen mit dem Atemgasgemisch Helitrox)
- Ice Diver (Eistauchen)
- Introduction to Technical Diving (Eine Möglichkeit für Sporttaucher, um das technische Tauchen kennenzulernen.)
- Mixed Gas Blender and O2 Service Tech (Atemgas-Mischer und Rein-Sauerstoff-Spezialist)
- Semi-Closed Rebreather Diver (Kreislaufgerät mit teilweise geschlossenem Kreislauf)
- Sidemount Diver (Stage-Flaschen)
- Technical Decompression Diver (Dekompressionstauchgange mit mehreren Atemgasgemischen)
- Technical Support Leader (kurz TSL, Tauch-Guide für Technisches Tauchen)
- Technical Wreck Penetration Diver (Wracktauchen im Inneren für Fortgeschrittene)
- Trimix Diver (tauchen mit dem Atemgasgemisch Trimix)
- Wreck Penetration Diver (Wracktauchen im Inneren)

## Partner und Kunden
Die Taucher der US Navy SEALs und der US Coast Guard werden in der Grundausbildung nach den Regeln der NAUI ausgebildet und zertifiziert. Ebenso lässt der National Park Service (NPS) und die National Oceanic and Atmospheric Administration (NOAA) Personal nach NAUI ausbilden. Weltweit bilden zahlreiche universitäre Institute und andere forschende Organisationen ihre Forschungstaucher nach den Regeln der NAUI aus.
Das Neutral Buoyancy Laboratory der NASA in Houston dient dazu, Astronauten auf Außenbordeinsätze in einem großen Schwimmbad vorzubereiten. Die Sicherungstaucher und Ausbilder des NBL sind als NAUI Instructors brevetiert.
Die Chinese Underwater Association (CUA) übersetzt in Zusammenarbeit mit der China Water Sports Administration (CWSA) Ausbildungsmaterialien in Mandarin und zertifiziert Taucher in der Volksrepublik China im Namen der NAUI.
Die Malaysian Sport Diving Association (MSDA) ist berechtigt, NAUI in Malaysia zu vertreten.
NAUI unterstützt das Walt Disney World Resort bei Orlando mit Ausbildungsmaterial, Tauchzertifikationen und Ausbildung des Personals. Im Typhoon Lagoon Water Park und im The Seas with Nemo & Friends-Pavillon im Epcot-Themenparks gibt es für Besucher die Möglichkeit, NAUI-Kurse zu absolvieren.
In Deutschland ist NAUI seit 2011 Kooperationspartner des Verbandes Deutscher Sporttaucher (VDST).